# Charte géorgienne
 (octobre 2024).
La mise en forme du texte ne suit pas les recommandations de Wikipédia : il faut le « wikifier ».
Les points d'amélioration suivants sont les cas les plus fréquents. Le détail des points à revoir est peut-être précisé sur la page de discussion.
- Les titres sont pré-formatés par le logiciel. Ils ne sont ni en capitales, ni en gras.
- Le texte ne doit pas être écrit en capitales (les noms de famille non plus), ni en gras, ni en italique, ni en « petit »…
- Le gras n'est utilisé que pour surligner le titre de l'article dans l'introduction, une seule fois.
- L'italique est rarement utilisé : mots en langue étrangère, titres d'œuvres, noms de bateaux, etc.
- Les citations ne sont pas en italique mais en corps de texte normal. Elles sont entourées par des guillemets français : « et ».
- Les listes à puces sont à éviter, des paragraphes rédigés étant largement préférés. Les tableaux sont à réserver à la présentation de données structurées (résultats, etc.).
- Les appels de note de bas de page (petits chiffres en exposant, introduits par l'outil «  Source ») sont à placer entre la fin de phrase et le point final[comme ça].
- Les liens internes (vers d'autres articles de Wikipédia) sont à choisir avec parcimonie. Créez des liens vers des articles approfondissant le sujet. Les termes génériques sans rapport avec le sujet sont à éviter, ainsi que les répétitions de liens vers un même terme.
- Les liens externes sont à placer uniquement dans une section « Liens externes », à la fin de l'article. Ces liens sont à choisir avec parcimonie suivant les règles définies. Si un lien sert de source à l'article, son insertion dans le texte est à faire par les notes de bas de page.
- La présentation des références doit suivre les conventions bibliographiques. Il est recommandé d'utiliser les modèles {{Ouvrage}}, {{Chapitre}}, {{Article}}, {{Lien web}} et/ou {{Bibliographie}}. Le mode d'édition visuel peut mettre en forme automatiquement les références.
- Insérer une infobox (cadre d'informations à droite) n'est pas obligatoire pour parachever la mise en page.

Pour une aide détaillée, merci de consulter Aide:Wikification.
Si vous pensez que ces points ont été résolus, vous pouvez retirer ce bandeau et améliorer la mise en forme d'un autre article.
 (octobre 2024).
La Charte géorgienne (géorgien : ქართული ქარტია) est un plan d'action introduit par la présidente de la Géorgie Salomé Zourabichvili en réponse aux manifestations contre la loi sur les agents de l'étranger en 2023 et 2024. L’objectif de la charte est de consolider l’opposition pro-occidentale sous une bannière symbolique comme contrepoids au gouvernement de plus en plus eurosceptique et russophile du Rêve géorgien. L’un de ses principaux objectifs est d’établir un gouvernement technique après les élections législatives du 26 octobre 2024, afin d’assurer une transition démocratique et de mettre en œuvre les réformes nécessaires à l'adhésion de la Géorgie à l’Union européenne. Salomé Zourabichvili a annoncé la « Charte géorgienne » le 26 mai, jour de l’indépendance de la Géorgie,,.

## Objectifs

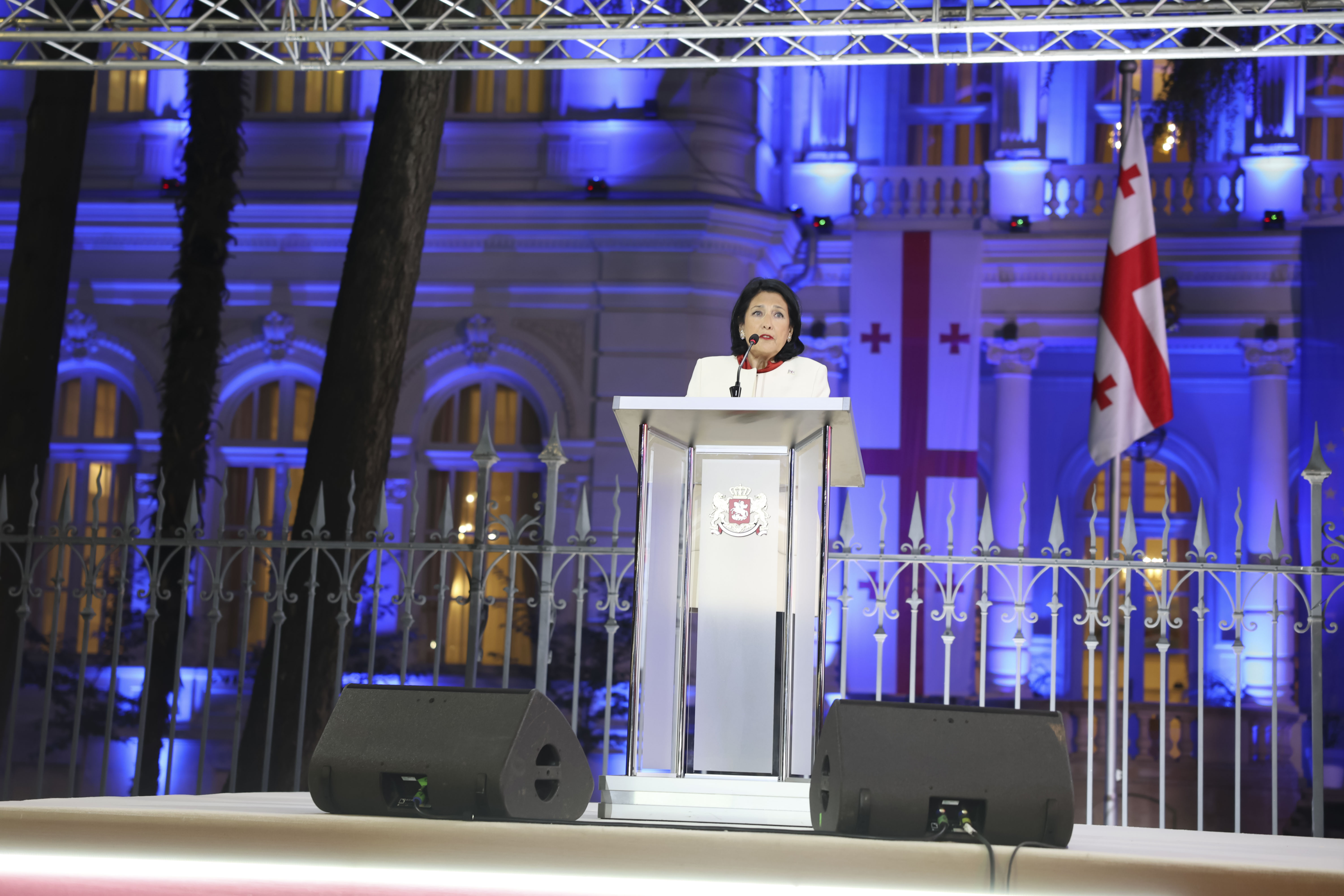
Salomé Zourabichvili prononçant un discours au palais Orbeliani le jour de l'indépendance.

La Charte géorgienne vise à établir un parlement temporaire après les élections d'octobre, qui ne tiendrait qu'une seule session pour prendre des décisions cruciales afin de ramener le pays sur la voie de l'intégration euro-atlantique, suivie d'élections législatives anticipées dans des conditions libres et équitables. Un élément clé de la charte est que le gouvernement responsable de la mise en œuvre de ce plan d’action sera nommé par le président de la Géorgie.
Dans un premier temps, Zourabichvili a refusé de spéculer sur d’éventuels candidats au poste de Premier ministre ou sur les candidats aux élections, soulignant la nécessité de se concentrer sur la mise en œuvre des réformes plutôt que sur les postes de direction. Elle a exhorté toutes les parties à rejeter les ambitions politiques personnelles. Interrogée sur la question de savoir qui veillerait au respect des promesses de la Charte, la Présidente a déclaré qu'elle jouerait, aux côtés du peuple géorgien, un rôle crucial pour demander des comptes aux parties. Elle a averti que tout écart par rapport à ces principes pourrait entraîner une perte de confiance des électeurs lors des élections de 2025. En évoquant ces réformes, la Présidente a souligné la nécessité d'une réforme du système judiciaire, condamnant l'actuel « régime du clan » et critiquant la récente suspension par la Cour de son pouvoir de nommer un membre du Conseil supérieur de la justice, affirmant que l'influence du gouvernement par ce clan est si forte qu'il est devenu son « otage ».
Salomé Zourabichvili, dans l’un de ses discours, a déclaré :
« Unité sans unification ! Une unité centrée uniquement sur cette Charte et sa mise en œuvre, c’est l’unité autour de l’avenir européen. Le consensus sur cette Charte n’exige ni n’implique une liste électorale unique ni aucune autre alliance politique obligatoire. Les partis politiques devraient déterminer leurs propres tactiques et stratégies électorales une fois qu’ils auront signé la Charte – cette question ne me concerne pas. » 
La Présidente estime que les élections législatives d’octobre devraient décider « non pas pour qui nous votons, mais pour quoi nous votons ». Elle a déclaré que les prochaines élections de 2024 serviront de référendum de facto sur la question de savoir si la Géorgie veut ou non faire partie de l’Europe.
Le 5 octobre, la Présidente Salomé Zourabichvili a annoncé dans une interview qu'elle avait un candidat en tête pour le poste de Premier ministre si la création d'un gouvernement de coalition devenait pertinente. Elle a souligné que la Charte géorgienne exige que le Premier ministre soit choisi en consultation avec le Président. Bien qu'elle n'ait pas révélé l'identité du candidat, Zourabichvili a souligné que la personne n'avait aucune expérience politique, ce qui, selon elle, est important pour renforcer la confiance du public et réduire la polarisation politique. Elle a également mentionné qu’elle entamerait bientôt des négociations avec les partis d’opposition signataires de la charte,.

## Contenu
La Charte géorgienne décrit les principales revendications de la population pro-occidentale de Géorgie. Essentiellement, le document vise à mettre en œuvre des mesures cruciales, indispensables pour l’intégration de la Géorgie dans l'Union européenne. Ces mesures, approuvées par les signataires de la charte, sont conformes au neuvième point des recommandations adressées à la Géorgie par le Conseil européen lors de l'octroi au pays du statut de candidat à l'adhésion à l'Union le 14 décembre 2023.
Selon le rapport de la Commission européenne, la Géorgie doit mettre en œuvre neuf recommandations pour entamer les négociations d'adhésion à l'UE, notamment la lutte contre la désinformation, le renforcement de la concordance avec la politique étrangère de l'UE, la lutte contre la polarisation politique par un travail législatif inclusif, la garantie d'élections équitables d'ici 2024 conformes aux recommandations de l'OSCE, la garantie de l'indépendance institutionnelle des organes clés, l'achèvement des réformes judiciaires et anti-corruption conformément aux lignes directrices de la Commission du Conseil de l'Europe pour la démocratie par le droit (Commission de Venise), les progrès dans la « désoligarchisation » et l'amélioration de la protection des droits humains par le biais de stratégies globales et d'un engagement avec la société civile,,.
La Charte géorgienne a été critiquée pour son manque de réformes globales concernant l'auto-gouvernance, que beaucoup considèrent comme cruciales pour décentraliser le pouvoir et donner plus de prérogatives aux autorités locales. En outre, le flou de la Charte concernant le processus de sélection du parlement temporaire suscite de vives inquiétudes. En raison de ces problèmes, les partis d'opposition Pour la Géorgie et Girchi ont initialement refusé de signer la Charte, bien qu'ils aient exprimé leur soutien à ses principes généraux et à ses objectifs,. Cependant, Pour la Géorgie est par la suite revenu sur sa décision et signé la Charte.
Les étapes décrites dans la Charte géorgienne,, :
1. Abolition des lois préjudiciables à l'orientation européenne du pays
- Abrogation des lois contraires aux normes européennes, notamment la loi sur la « transparence de l’influence étrangère » et les amendements au code électoral ;
- Amnistie pour les participants aux affaires à motivation politique lors des manifestations de 2024.

2. Libérer le système judiciaire et restaurer la confiance
- Vérifier l’intégrité des juges et enquêter sur les origines des biens non documentés pour éliminer le règne d'un « clan » ;
- Réviser les décisions de justice motivées par des raisons politiques et réformer le Conseil supérieur de la justice afin de garantir son indépendance et sa transparence ;
- Mettre en œuvre la distribution électronique des dossiers afin d’éviter toute influence politique et de renforcer le rôle des juridictions avec jury.

3. Autres réformes prioritaires
- Réformer le ministère public, élire le Procureur général avec une majorité qualifiée élevée et renforcer le Conseil des procureurs ;
- Procéder à des réformes fondamentales au sein du Service de sécurité de l’État (SSÉG) et du Ministère des affaires intérieures (MAI) pour établir un contrôle parlementaire et prévenir toute influence politique ;
- Renforcer l’indépendance du Service d’enquête spéciale et du Bureau de lutte contre la corruption.

4. Améliorer le système électoral
- Améliorer les conditions pour des élections libres et équitables en réformant la Commission électorale centrale (CEC), en abaissant les barrières électorales et en autorisant la participation d'alliances électorales et de la diaspora.

5. Créer une nouvelle réalité politique
- S’engager à réaliser ces étapes d’ici la fin de la première session de printemps suivant les élections du 26 octobre 2024.
- Se préparer à des élections législatives anticipées après avoir achevé les réformes décrites, avec un gouvernement nommé par le président de la Géorgie.

## Signataires
Jusqu'à présent, 19 partis politiques de l'opposition ainsi que 5 députés ont signé la Charte géorgienne présentée par la Présidente,,,.
| Partie / Coalition | Partie / Coalition | Partie / Coalition                    | Coalition                    | Dirigeants                | Idéologie                      |
| ------------------ | ------------------ | ------------------------------------- | ---------------------------- | ------------------------- | ------------------------------ |
|                    | MNU                | Mouvement national uni                | Unité – Mouvement National   | Tinatin Bokuchava         | Libéral-conservatisme          |
|                    | GE                 | Géorgie européenne                    | Unité – Mouvement National   | Gigi Tsereteli            | Libéralisme classique          |
|                    | SA                 | Stratégie Aghmashenebeli              | Unité – Mouvement National   | Giorgi Vashadze           | Libéralisme                    |
|                    | DJ                 | Droit et justice                      | Unité – Mouvement National   | Tako Charkviani           | Nationalisme civique           |
|                    | Lelo               | Lelo pour la Géorgie                  | Géorgie forte                | Mamouka Khazaradze        | Libéralisme                    |
|                    | Citoyens           | Citoyens                              | Géorgie forte                | Aleko Elissachvili        | populisme                      |
|                    | PP                 | Pour le Peuple                        | Géorgie forte                | Ana Dolidze               | Social-démocratie              |
|                    | Girchi–PL          | Girchi - Plus de liberté              | Coalition pour le changement | Zourab Japaridze          | Libertarianisme                |
|                    | Ahali              | Ahali                                 | Coalition pour le changement | Nika Gvaramia, Nika Melia | Libéralisme                    |
|                    | Droa               | Droa                                  | Coalition pour le changement | Elene Khoshtaria          | Libéralisme                    |
|                    | Républicain        | Parti républicain                     | Coalition pour le changement | Khatuna Samnidze          | Libéralisme                    |
|                    | PG                 | Pour la Géorgie                       | aucune                       | Guiorgui Gakharia         | Technocratie                   |
|                    | DE                 | Démocrates européens                  | aucune                       | Paata Davitaia            | intérêts des déplacés internes |
|                    | ÉP                 | L'État pour le peuple                 | DNP                          | Nika Machutadze           | Démocratie chrétienne          |
|                    | PND/PED            | Parti national-démocrate géorgien     | DNP                          | Bachuki Kardava           | Démocratie-chrétienne          |
|                    | MD–GU              | Mouvement démocratique - Géorgie unie | DNP                          | Nino Bourdjanadze         | National-conservatisme         |
|                    | Tavisupleba        | Tavisupleba                           | DNP                          | Konstantine Gamsakhurdia  | Zviadisme                      |
|                    | PVG                | Parti vert de Géorgie                 | DNP                          | Giorgi Gachechiladze      | Conservatisme écologique       |
|                    | PJ                 | Pour la justice                       | DNP                          | Eka Beselia               | Indépendance juridictionnelle  |